# Präsidentschaftswahl auf den Seychellen 2011
Die Präsidentschaftswahl auf den Seychellen 2011 fand vom 19. bis zum 21. Mai statt und endete mit einem 55 %-Sieg von James Alix Michel, des amtierenden Präsidenten der Seychellen. 54847 registrierte Wähler waren aufgerufen, einen Präsidenten zu bestimmen. Da Michel mehr als 50 % der Stimmen erhalten hatte, wurde ein sonst notwendiger 2. Wahlgang überflüssig.

## Demokratische Standards
Die Wahlen wurden von einer Beobachterkommission des Commonwealth begleitet, die Fortschritte auf dem Weg der Seychellen zur Wahldemokratie bescheinigte, aber auch Defizite im demokratischen Prozess bemängelte. Insbesondere wurde die Einsetzung einer tatsächlich unabhängigen Wahlkommission für notwendig angesehen und eine wirkliche Unabhängigkeit des Rundfunks der Seychellen (Seychelles Broadcasting Corporation) eingefordert.
Am 22. Mai erklärten sämtliche unterlegenen Kandidaten, dass sie nicht an der offiziellen Veranstaltung zur Verkündung der Ergebnisse teilnehmen werden, da sie die offiziellen Ergebnisse anzweifelten. Die unterlegenen Kandidaten sprachen von Wahlbetrug und kritisierten insbesondere das nach ihrer Kenntnis Gelder zur Wählerbeeinflussung geflossen seien.
Die Beobachterkommission erklärte hierzu, dass sie sich außerstande sehe, die erhobenen Vorwürfe zu bestätigen oder zu widerlegen.

## Kandidaten
- James Alix Michel, seit 2004 Präsident der Seychellen, davor Vizepräsident. Mitglied der sozialistisch orientierten Volkspartei, die unter dem Namen Einheitspartei des seychellischen Volkes von 1979 bis 1991 die einzig zugelassene Partei des Landes war.[4]
- Wavel Ramkalawan, ehemaliger Priester und seit 1990 führende Figur der Opposition im Kampf gegen den bis 1991 bestehenden Einparteienstaat wie auch nach der Einführung des Mehrparteiensystems. Mitglied der liberalen Seychelles National Party, die den erreichten Grad der Demokratisierung für unvollständig und zweifelhaft hält. Ramkalawan hatte bei den Wahlen 2006 gegen Michel 45 % der Stimmen errungen.
- Philippe Boullé, als Unabhängiger angetreten, hatte sich bereits erfolglos an den Präsidentschaftswahlen 1993, 2001 und 2006 beteiligt und jeweils unter 1 % der Stimmen erhalten.
- Ralph Volcere, der einzige "neue" Kandidat, trat für die New Democratic Party an.

Die Bewerbung eines 5. Kandidaten, Viral Dhanjee, wurde von der Wahlkommission zurückgewiesen, da er nicht die erforderlichen gültigen Unterstützer-Unterschriften von mindestens 500 Wahlberechtigten vorweisen konnte.

## Ergebnis
| Kandidaten                                                    | Parteien                  | Stimmen | %    |
| ------------------------------------------------------------- | ------------------------- | ------- | ---- |
| James Alix Michel                                             | Parti Lepep               | 31.966  | 55,5 |
| Wavel Ramkalawan                                              | Seychelles National Party | 23.878  | 41,4 |
| Philippe Boullé                                               | Unabhängig                | 956     | 1,7  |
| Ralph Volcere                                                 | New Democratic Party      | 833     | 1,4  |
| Gesamt                                                        | Gesamt                    | 57.633  | 100  |
|                                                               |                           |         |      |
| Ungültige Stimmen                                             | Ungültige Stimmen         | 1.609   | 2,7  |
| Wähler                                                        | Wähler                    | 59.242  | 85,3 |
| Wahlberechtigte                                               | Wahlberechtigte           | 69.480  |      |
|                                                               |                           |         |      |
| Quelle: Office of the President of the Republic of Seychelles |                           |         |      |